# 東みよし町立加茂小学校
東みよし町立加茂小学校（ひがしみよしちょうりつ かもしょうがっこう）は、徳島県三好郡東みよし町加茂にある公立小学校。

## 概要
- 6年生は、日直の時に、新聞記事を活用した三文スピーチをしている[1]。

## 沿革
- 1874年 - 中村小学校・原小学校・貞広小学校の3校を創設。
- 1880年 - 3校が統合し加茂小学校となる。
- 1941年 - 加茂国民学校と改称。
- 1947年 - 加茂小学校と改称。
- 1959年 - 町村合併のため三加茂町となり三加茂町立加茂小学校となる。
- 2006年 - 町村合併のため東みよし町となり東みよし町立加茂小学校となる。

## 進学先学校
- 東みよし町立三加茂中学校

## 通学区域が隣接している学校
- 東みよし町立三庄小学校
- 三好市立芝生小学校
- 東みよし町立足代小学校
- 三好市立辻小学校